# Прей Ланґ
Прей Ланґ ([preɪ ˈlɑːŋ]; кхмер. ព្រៃឡង់, Prey Láng; англ. Prey Lang) — ліс у провінціях Кампонгтхом, Преахвіхеа, Кратьех та Стингтраенг у Північній Камбоджі. Ліс займає приблизно 3600 квадратних кілометрів. Це один з останніх низинних вічнозелених лісів Південно-Східної Азії, що залишилися. Найбільший низинний вічнозелений ліс, що залишився на Індокитайському півострові, в якому або навколо нього проживають приблизно 200 000 представників етнічних меншин.

## Заповідна зона
Частину лісу Прей Ланґ охоплює заповідник дикої природи «Прей Ланґ», вперше створений у 2016 році.

## Корінні громади
Прей Ланґ відіграє центральну роль у житті сотень тисяч людей у Камбоджі. Близько 200 000 людей, переважно представників корінного народу куї, живуть в лісі або районах, що оточують Прей Ланґ, що мовою куї означає «Наш ліс». Прей Ланґ є складовою частиною їхньої культури, духовного життя та самого існування, і вони покладаються на нього з покоління в покоління, добуваючи в ньому смолу, будівельні матеріали, ліки та їжу. Ще 700 000 людей живуть в межах 10 кілометрової зони навколо Прей Ланґа, для яких ліс також є важливим в їхньому існуванні. 

## Вирубка лісів

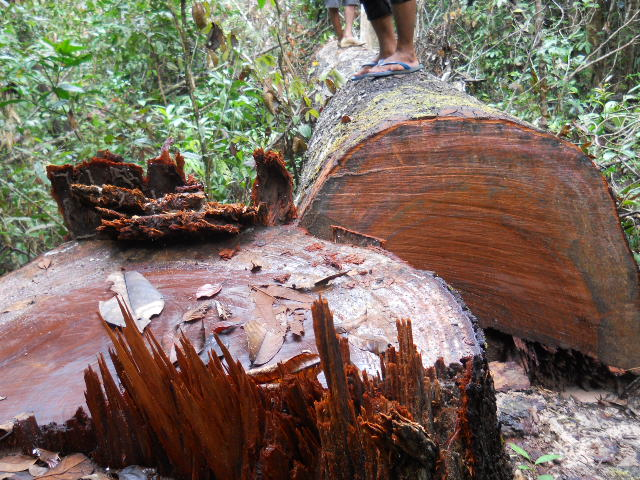
Спільнота Прей Ланґа знайшла докази вирубки лісів.

Прей Ланґ знаходиться під загрозою з різних джерел, які ставлять недалекоглядні економічні інтереси вище за довгостроковий добробут нації. Агропромислові плантації та гірничодобувна промисловість вирубують ліси, включно з чутливими основними районами. Незаконна вирубка лісу, в тому числі високоякісної деревини, процвітає, позбавляючи місцеві громади смолянистих дерев, від яких вони залежать. За оцінками, завдяки бензопилам було втрачено до 250 000 цінних смолянистих дерев. Нелегальний видобуток дорогоцінних металів і залізної руди також зростає, витісняючи кустарні, екологічно чисті операції. Токсичні хімічні речовини скидаються у водні потоки Прей Ланґа, порушуючи і без того крихкий екологічний баланс у цьому районі та створюючи загрозу населеним пунктам, розташованим нижче за течією. Крім того, нові дороги врізаються у важливі та чутливі ділянки лісу, що полегшує недобросовісним особам незаконну вирубку лісу, транспортування деревини та браконьєрство.